# Andrew Hay
Andrew Gerald Ogilvie Hay (Auckland, 18 de febrero de 1964) es un deportista neozelandés que compitió en remo como timonel. Ganó dos medallas de oro en el Campeonato Mundial de Remo, en los años 1982 y 1983.

## Palmarés internacional
| Campeonato Mundial | Campeonato Mundial | Campeonato Mundial | Campeonato Mundial |
| Año                | Lugar              | Medalla            | Prueba             |
| ------------------ | ------------------ | ------------------ | ------------------ |
| 1982               | Lucerna (Suiza)    | Medalla de oro     | Ocho con timonel   |
| 1983               | Duisburgo (RFA)    | Medalla de oro     | Ocho con timonel   |